# Rodos (grad)
Rodos (grčki: Ρόδος, je upravno sjedište grčkog otoka Rod, u jugoistočnom Egeju. Grad ima oko 53 709 stanovnika, i glavni je grad Prefekture Dodekanez. 
Rodos je slavan grad još od antičkih vremena po jednom od sedam svjetskih čuda staroga vijeka  - Kolosa s otoka Roda. Citadela Rodos, koju su izgradili Vitezovi s Rodosa, jedna je od najbolje očuvanih srednjovjekovnih utvrda - gradova u Europi,  1988. godine uvrštena je na UNESCO-ov popis Svjetske baštine. 
Danas je grad Rodos jedno od najpopularnijih turističkih odredišta na svijetu.

## Povijest
Otok Rod je uvijek bio raskrsnica puteva između Europe, Male Azije i Afrike. Takav položaj, i takva uloga grada davali su mu uvijek obilježja različitih kultura, u arhitekturi, jeziku, odjeći stanovnika.

### Grad u antičko doba
Grad Rodos, osnovan je od otočnog saveza gradova Lindos, Kameiros i Ialisos 
408 god. pr. Kr.Grad je cvao sljedeća tri stoljeća koji su ostali 
poznati kao Zlatno razdoblje, kad se Rodos razvio kao trgovačko središte i centar 
brodogranje. U to vrijeme kao dokaz snage i moći grada podignut je Kolos s otoka Roda. Taj kip podigao je Har iz Lindosa (304. -  293 god. pr. Kr.), gradnja kipa 
trajala je 12 godina, dovršen je 282. god. pr. Kr., i ubrzo je postao jedno od sedam svjetskih čuda. Kip je predstavljao boga sunca Heliosa, ta monumentalna statua stajala je na ulazu u luku. Antički Rodos bio je pomno projektirani grad, to je radio slavni Hipodamus iz Mileta, grad je imao kanalizaciju, kao i dobro izvedenu vodoopskrbnu mrežu.
Veliki potres pogodio je grad Rodos oko 226. god. pr. Kr., grad je bio teško oštećen, a statua Kolosa je pala i porušila se.Sljedećih osam stoljeća, ostatci Kolosa ležali su posvuda, sve dok ih nije otkupio židovski trgovac kojem je trebalo 
900 deva da preveze ostatke Kolosa.

### Razdoblje rimske uprave
Godine 164. pr. Kr., Rodos je postao dio rimske provincije Asie. Grad je i nadalje zadržao mnoge 
od svojih dotad stečenih prednosti, tako da je bio mjesto gdje su bogati rimljani slali 
svoju djecu na školovanje.

### Razdoblje bizantske uprave
Za srednjega vijeka grad Rodos bio je i ostao značajno trgovačko središte u tom dijelu 
Sredozemlja, naročito između tada najvećih gradova Aleksandrije i Konstantinopolisa. 
Jedan mali period nakon propasti Bizanta 1204. god., lokalni plemić Leo Gavalas uspio je steći kontrolu nad gradom i otokom. Ali odmah po njegovoj smrti otok i grad vraćeni su pod vlast Nicejskog carstva a time i Bizanta. 

### Razdoblje viteške uprave
Vitezi Ivanovci zauzeli su grad Rodos i napravili od njega svoje glavno uporište na Sredozemlju, nakon napuštanja Italije 1307. god.
Papa Klement V. potvrdio je Ivanovcima njihovo pravo na Rod, 1309. god. Rodoski vitezovi vladali su otokom sljedeća dva stoljeća.
Snažne zidine grada Rodosa izdržale su napade sultana iz Egipta 1444. god. Nakon pada Konstatinopolisa 1453. god. Otomansko carstvo počelo se naglo širiti na sve strane, tako je 1480. godine sultan Mehmed II. Osvajač poduzeo veliki napad na grad Rodos, kojim je zapovijedao Mesić paša. Branitelji su se uspjeli obraniti od napadača, kombiniranim otporom s mora i kopna.
Ovaj poraz zaustavio je moguću otomansku invaziju na talijanski poluotok i upad u Zapadnu Europu.
Nakon pobjede nad Otomanskim snagama 1480. god. Viteški veliki magistar, Fabrizio Del Carreto, poduzeo je radove na jačanju obrambenih zidova što je trajalo nekoliko decenija. U vrijeme njegove smrti 1521. god. Rodos je bio najbolje utvrđena kršćanska utvrda. Iz luke grada Rodosa poduzimani su pomorski napadi na trgovačke brodove muslimanskih trgovaca. To je tako trajalo do 1522. god. kada je novi turski sultan Sulejman Veličanstveni poduzeo drugu opsadu Rodosa 1522. 
Vitezovi s Rodosa pružili su dugotrajni i grčeviti otpor napadačima, ipak 1. siječnja 1523. godine posljednji Vitezovi s Rodosa napustili su grad i prepustili ga otomanskoj kontroli.

### Razdoblje otomanske uprave
Nova turska vlast gradila je nove zgrade, mošeje, javne kupelji i palače za svoje dostojnike. Grčko stanovništvo je iseljavano iz prostora utvrđenog grada (citadele) u predgrađa a na njihovo mjesto doseljavani su Turci.
Za vrijeme Otomanske vlasti Rodos je izgubio svoj kozmopolitski karakter. Grad je postao lokalno trgovište za poljoprivredne proizvoda s otoka i obližnjeg arhipelaga.
Vremenom kako se učvršćivala vlast, otomanskih vlasti oni su isto tako pretvarali brojne kršćanske objekte u islamske mošeje ili im davale obilježja drugačije - islamske kulture. 
Najbolji primjeri ovakve nove adaptacije starijih objekata su dogradnja kupaona (obično u stražnjem dijelu kuće) i dogradnja zatvorenih drvenih balkona (čardaka). Ipak ovakve nove adaptacije starijih objekata su očuvale mnoge stare objekte u vrlo dobrom stanju do današnjeg dana.

### Razdoblje talijanske uprave
1912. god. Talijanska vojska zaposjela je otok Rod, kao i ostale otoke Dodekaneza, i uspostavila talijansku koloniju poznatu pod imenom - Isole Italiane dell'Egeo, 1923. god.
Talijani su porušili kuće koje su izgrađene oko zidina grada za vrijeme otomanske vlasti Talijani su jako poradili na očuvanju i rekonstrukciji onog što je preostalo iz vremena Vitezova s Rodosa, a rušili su ono što su izgradile otomanske vlasti. On su vrlo pažljivo i temeljito rekonstruirali Palaču Velikog viteškog magistra Rodosa. Dapače, osnovali su jedan Institut koji je trebao raditi na izučavanju povijesti i kulture ove regije, i tako pomoći podizanju moderne infrastrukture na otocima.

## Znamenitosti
- Akropola grada Rodosa je iz vremena helinizma (3. – 2. st. pr. Kr.) i nalazi se 3 km od središta grada. Djelomično su obnovljeni Apolonov hram sa stadionom i malim kazalištem.
- Srednjovjekovni grad Rodos s citadelom, gradskim zidinama i gradskim portalom sv. Anastazija iz 14. stoljeća. Zidine su obnovljene nakon osmanske opsade 1480. godine i potresa sljedeće godine.
- Palača velikog magistra Vitezova s Rodosa je izgrađena u 14. stoljeću kao sjedište reda Ivanovaca, a za osmanske okupacije bila je utvrdom. Godine 1856., veliki dio je stardao u eksploziji uskladištenog streljiva. God. 1912., Kraljevina Italija je okupirala grad i Talijani su obnovili palaču u pseudo-srednjovjekovnom stilu kao ljetnu rezidenciju Viktora Emanuela III., a kasnije i Mussolinija.
- Džamija Sulejmana Veličanstvenog
- U novije doba iskopana je bizantska luka, s mnogim srednjovjekovnim brodovima

## Demografska kretanja
I grad i otok imaju stalni porast stanovništva, službeno grad ima oko 54 000 stanovnika, ali neslužbeno se procjenjuje da grad Rodos ima između 75 000 -  80 000 stanovnika. 
Ovo je i stoga što mnogi stalni stanovnici Rodosa, navode kao mjesta svog trajnog boravišta svoja mjesta rođenja.
| Godina | Stanovništvo | Promjene +/- |
| ------ | ------------ | ------------ |
| 1951.  | 24.280       | -            |
| 1961.  | 28.119       | +3.839       |
| 1971.  | 33.100       | +4.981       |
| 1981.  | 41.425       | +8.325       |
| 1991.  | 43.558       | +2.133       |
| 2001.  | 53.709       | +10.151      |

## Konzulati
Grad Rodos ima velik broj stranih konzulata
| - Austrija - Belgija - Danska - Finska - Francuska - Njemačka - Mađarska | - Italija - Nizozemska - Španjolska - Švedska - Turska - Ujedinjeno Kraljevstvo |

## Zbratimljeni gradovi
| - Ávila, Španjolska - Limassol, Cipar - Mallorca, Španjolska - Conches-en-Ouche, Francuska - Jalta, Rossia - Greece, SAD - Perth, Australija | - Pisa, Italija - Puebla, Meksiko - Rhode Island, SAD - Valletta, Malta - Visby, Švedska - Roses, Španjolska |

## Vanjske poveznice
- Stranice grada Rodosa
- Stranice prefekture Rodos
- Stranice regije  Arhivirana inačica izvorne stranice od 8. studenoga 2008. (Wayback Machine)